# Gaius Duilius
Gaius Duilius was een Romeins staatsman en militair.
Hij was achtereenvolgens consul in 260, censor in 258 en dictator in 231 v.Chr.. Als bevelhebber van de pas opgerichte Romeinse oorlogsvloot wist hij in 260 Segesta te bevrijden, en de Carthagers een zware nederlaag toe te brengen in de zeeslag bij Mylae. Deze overwinning betekende het eerste maritieme succes voor Rome. Duilius werd in Rome dan ook als held onthaald. Hij vierde een triomftocht waarin de rostra (snebben: afgezaagde bronzen voorstevens) van de veroverde Carthaagse schepen tentoongesteld werden. Nadien werden deze gebruikt om het spreekgestoelte in het Forum te decoreren, dat sindsdien bekendstond als de columna rostrata ("erezuil met voorstevens"). 
Duilius trok zich spoedig terug uit de politiek, op het toppunt van zijn carrière. Een hele tijd later werd hij nog eenmaal als dictator te hulp geroepen. Men zegt dat hij, als herinnering aan zijn glorieuze overwinning bij Mylae, tot het einde van zijn leven door een fluitspeler en een fakkeldrager werd geëscorteerd wanneer hij zich door de straten van Rome begaf.